# Großer Zeschsee
Der Große Zeschsee ist ein 41 ha großer See im südlichsten Zipfel des Gemeindegebiets der Stadt Zossen (Landkreis Teltow-Fläming, Brandenburg).

## Geographische Lage und hydrographische Verhältnisse
Der Große Zeschsee liegt im Gebiet des Ortsteils Lindenbrück der Stadt Zossen bzw. auf der früheren Gemarkung des Gemeindeteils Zesch am See. Der Ortskern von Zesch am See liegt am nordöstlichen Ende des Sees und erstreckt sich weiter am Ostufer des Kleinen Zeschsee entlang. Am Ostufer ist ein Strandbad ausgewiesen. Außerdem darf der See mit kleinen Ruderbooten befahren werden.
Der See hat eine Fläche von 41 ha, der Seespiegel liegt auf durchschnittlich 42,4 m über NN. Seine max. Länge beträgt etwa 1250 m, seine maximale Breite etwa 500 m. Er wird von Quellen gespeist und hat einen Abfluss zum Kleinen Zeschsee.

## Naturschutzgebiet Großer und Westufer Kleiner Zeschsee
Der Große Zeschsees liegt im südlichen Teil des 107 ha großen Naturschutzgebietes Großer und Westufer Kleiner Zeschsee. Das Naturschutzgebiet dient der Erhaltung von Niederungs- und Quellbereichen in der Nuthe-Notteniederung.

## Sehenswürdigkeiten

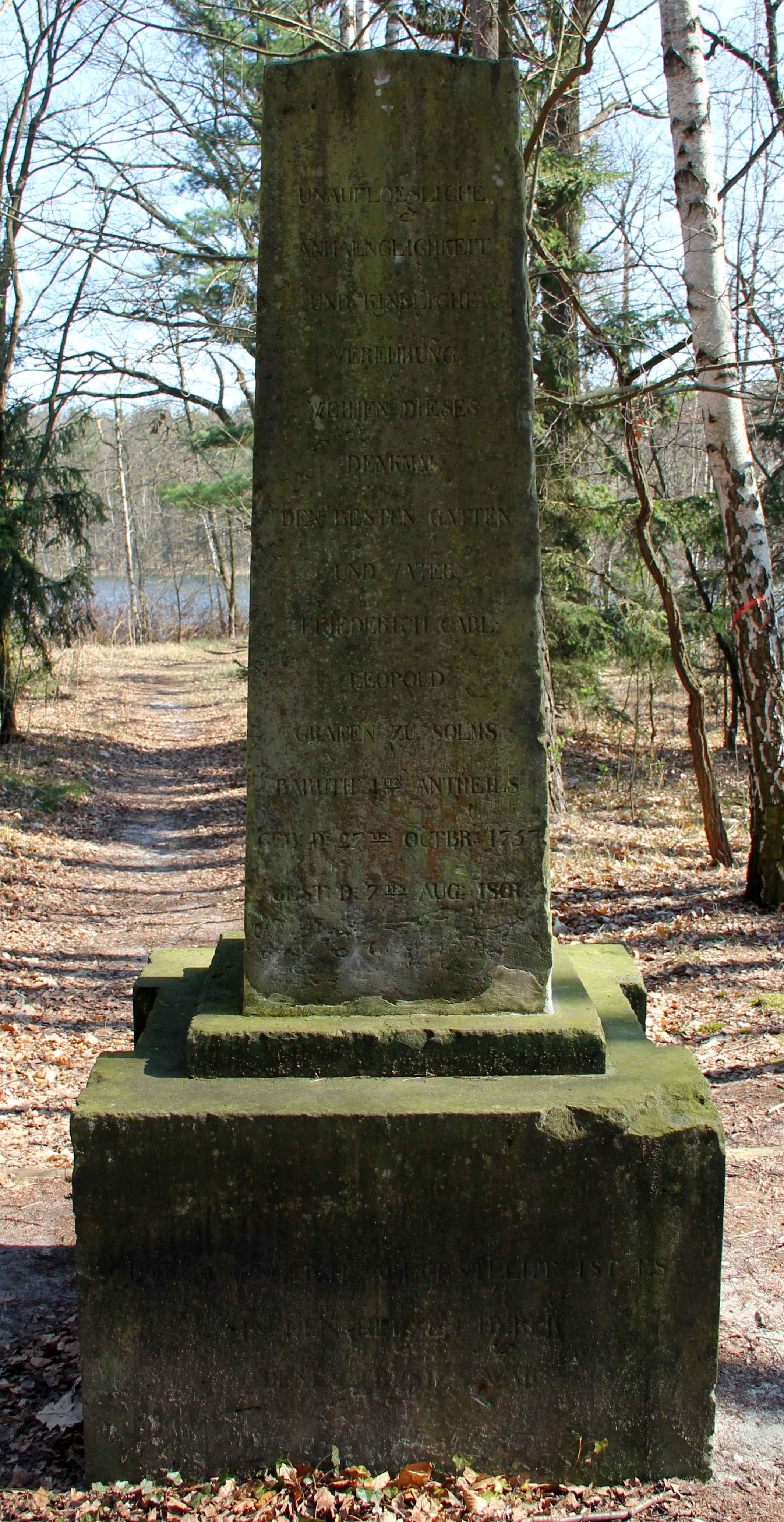
Gedenkstein für Friedrich Carl Leopold Graf zu Solms

Am südwestlichen Ufer erinnert ein Gedenkstein an Friedrich Carl Leopold Graf zu Solms. Wenige Meter entfernt befand sich zu seiner Lebzeit seine Fürstenbadestelle. Ein Rundwanderweg führt vom Ortskern aus Zesch am See über den Großen und Kleinen Zeschsee am Denkmal vorbei.

## Belege
1. ↑  13. Ausgabe des Statistischen Jahrbuches des Landkreises Teltow-Fläming von 2006 PDF (Seite nicht mehr abrufbar, festgestellt im November 2022. Suche in Webarchiven)  Info: Der Link wurde automatisch als defekt markiert. Bitte prüfe den Link gemäß Anleitung und entferne dann diesen Hinweis..
2. ↑  
Brandenburg-Viewer
3. ↑  
Verordnung über das Naturschutzgebiet „Großer und Westufer Kleiner Zeschsee“ vom 14. Dezember 1999
4. ↑  Wanderweg rund um den Großen und Kleinen Zeschsee, Webseite des Vereins Weinberg Zesch e.V., abgerufen am 5. Januar 2020.